# Pandž
Pandž (tádžicky Панҷ, rusky Пяндж) je hraniční řeka mezi Tádžikistánem (Horský Badachšán) a Afghánistánem (Badachšán, Tachár, Kundúz). Je to levá zdrojnice Amudarji. Je 921 km dlouhá. Povodí má rozlohu 114 000 km².

## Průběh toku
Vzniká soutokem řek Pamír (odtéká z jezera Zorkul) a Vachandarja. Teče převážně v úzké dolině. Po soutoku s řekou Vachš vytváří Amudarju.

### Větší přítoky
- zleva – Kokča
- zprava – Gunt, Bartang, Jazghulóm, Vanč, Kyzylsu

## Vodní režim
Zdroj vody je ledovcovo-sněhový. Průměrný průtok vody činí 1 000 m³/s.

## Využití
Využívá se na zavlažování. Údolím řeky vede silnice spojující města Dušanbe a Chorog. Na řece leží města Chorog a Pjandž.